# Croton flaviglandulosus
Espèce
Croton flaviglandulosus est une espèce de plantes à fleurs du genre Croton et de la famille des Euphorbiaceae, présente au Mexique (État de Tabasco).